# La Vista (Guanajuato)
La Vista es una localidad del estado mexicano de Guanajuato. Es parte del municipio de San Miguel de Allende. Fue fundada el 15 de enero de 2013.

## Demografía
| Censo | Población |
| ----- | --------- |
| 2020  | 1 415     |